# Cyryl Szulc
Cyryl Szulc (ur. 31 maja 1905 w miejscowości Dubiny, zm. 30 maja 1988 we Wrocławiu) – mgr inż. elektryk, działacz SEP i NOT.

## Życiorys
W 1924 roku ukończył gimnazjum przyrodniczo-matematyczne w Suwałkach, a w roku 1932 – Wydział Elektryczny Politechniki Warszawskiej, otrzymując nagrodę za wybitną pracę dyplomową.
W latach 1932–1940 na wydziałach elektrycznym, mechanicznym i kolejowym PST wykładał miernictwo elektryczne, maszyny i urządzenia elektryczne, prądy słabe i radiotechnikę oraz prowadził laboratorium elektryczne.
Od roku 1935 do 1940 był kierownikiem przedsiębiorstwa elektrotechnicznego „Pomoc Inżynierska”.
W latach 1941–1942 był kierownikiem Pierwszej Państwowej Fabryki Elektrotechnicznej „Velfa” w Wilnie. W tym samym czasie był również działaczem konspiracji ZWZ i AK Okręgu Wileńskiego.
Podczas okupacji niemieckiej został aresztowany i w 1942 r. osadzony w więzieniu, a następnie skierowany do pracy w przymusowej w warsztatach samochodowych Wehrmachtu. W trakcie ewakuacji warsztatów z Wilna do Niemiec uciekł z rodziną z transportu i znalazł pracę w elektrowni Małobądz k. Sosnowca jako kreślarz. Według relacji córki Cyryla Szulca, w ucieczce z transportu pomógł im Karl Plagge, tzw. „Litewski Schindler”.
W 1945 r. został powołany na stanowisko kierownika Działu Silnych Prądów w Departamencie Środków Produkcji w Ministerstwie Przemysłu w Warszawie. W październiku tego samego roku objął funkcję dyrektora naczelnego Zjednoczenia Przemysłu Maszyn Elektrycznych w Katowicach, którym był do grudnia 1947 roku. Brał w tym czasie udział w odbudowie i rekonstrukcji maszyn elektrycznych.
W styczniu 1948 r. został przeniesiony służbowo do Wrocławia, gdzie zainicjował i opracował wytyczne do założeń budowy Fabryki Dużych Maszyn Elektrycznych we Wrocławiu (późniejsze „Dolmel”), którego w latach 1948–1951 był dyrektorem i budowniczym.
W tym czasie, Cyryl Szulc był pomysłodawcą i decydentem przy powstaniu szkoły przyzakładowej mającej kształcić fachowców w przemyśle elektrotechnicznym przy ul. Młodych Techników. Szkoła Przemysłowa Dolnośląskich Zakładów Wytwórczych Maszyn Elektrycznych założona w 1949 r. istnieje do dzisiaj jako Zespół Szkół nr 18 we Wrocławiu.
W kwietniu 1951 roku został aresztowany i osadzony w więzieniu pod zarzutem „preferowania kapitalistycznych rozwiązań technicznych” a tym samym szkodliwej działalności wobec PRL. Z braku dowodów winy został zwolniony z więzienia.
W latach 1952–1968 był dyrektorem Wrocławskiego Oddziału Technologii i Materiałoznawstwa Instytutu Elektrotechniki, gdzie kierował pracami naukowo-badawczymi i wdrożeniami dla przemysłu materiałów elektrotechnicznych. W roku 1968 pod naciskiem Komitetu Wojewódzkiego PZPR został usunięty ze stanowiska.
Między 1956 a 1960 rokiem przewodniczył grupie ekspertów PRL w dziesiątej sekcji RWPG oraz był przedstawicielem PRL w Radzie Naukowej Chińskiego Instytutu Materiałów Elektrotechnicznych w Kantonie. W tym okresie organizował również Instytut Elektrotechniki i Fabrykę Specjalizowanych Elementów Elektroizolacyjnych w Międzylesiu.
W latach 1954–1968 był zastępcą profesora i starszym wykładowcą maszyn elektrycznych na Wydziale Elektrycznym Politechniki Wrocławskiej.
Od 1967 do 1975 roku był zastępcą dyrektora do spraw współpracy z przemysłem w Instytucie Układów Elektromaszynowych Politechniki Wrocławskiej, gdzie zorganizował zakład produkcji doświadczalnej elektrycznej aparatury kontrolno-pomiarowej.
Na emeryturę przeszedł w 1975 roku.
Mgr inż. Cyryl Szulc był autorem artykułów i wydawnictw o tematyce technicznej i organizacyjnej. Uzyskał patenty w dziedzinie wytwarzania i stosowania materiałów w elektrotechnice. Został wielokrotnie odznaczony i wyróżniony za działalność naukową.

## Wybrane publikacje
- Technika wysokich napięć: skrypt (1953)[5]
- Ochrona silników w kopalniach miedzi (1976)[6]

## Odznaczenia i Wyróżnienia
- Krzyż Kawalerski Orderu Odrodzenia Polski
- Złoty Krzyż Zasługi
- Złota Odznaka Honorowa SEP (1976)
- Złota Odznaka Honorowa NOT
- Odznaka Budowniczego miasta Wrocławia
- Odznaka Tysiąclecia Państwa Polskiego